# クロード・グディメル

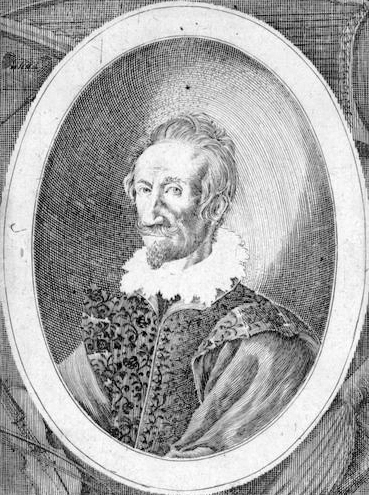
クロード・グディメル

クロード・グディメル （Claude Goudimel, 1510年頃 ブザンソン - 1572年8月27日 リヨン）は、ルネサンスのフランスの作曲家・音楽理論家。カルヴァン派に改宗しており、サン・バルテルミの大虐殺の犠牲になった。
1549年にはパリにいたことが分かっており、その地でシャンソンを出版している。おそらくパリ大学に学んだらしい。1557年にメスに移住してプロテスタントに改宗し、その地のユグノーと接触したことが分かっている。しかしながら宗教戦争の時期に、メス市当局のプロテスタントに対する敵意が高まったため、同地を離れ、最初に生地ブザンソンに、次いでリヨンに移った。
グディメルは、クレマン・マロの韻律詩篇を用いた、《ジュネーヴ詩篇集》における詩篇唱の4声体の編曲で名高い。この時期の作曲法とは対照的に、グディメルは最上声部に主旋律を定めており、この手法がこんにちの賛美歌において主流になった。グディメルはミサ曲やモテットなども作曲したほか、プロテスタントに改宗してから相当数のシャンソンを作曲した（だいたい1560年頃）。グディメルの作曲様式はホモフォニーを基調としており、とりわけシャンソンにおいては、内声部を活気付けるためにシンコペーションの面白い用法をみせている。